# Simon Jacobson
Pour les articles homonymes, voir Jacobson.
 (avril 2023).
Simon Jacobson (né le 8 décembre 1956) est un conférencier américain juif ultra-orthodoxe, auteur et éditeur du Algemeiner Journal et président du Meaningful Life Center.

## Biographie
Jacobson naît et grandit dans le quartier de Crown Heights, à New York, de Tzivia et Gershon Jacobson, le fondateur du Algemeiner Journal. Son origine familiale du côté de son père de la ville de Kutaisi en Géorgie. Jacobson a étudié à la Yeshiva Tomchei Temimim, à New York. Il a été le répétiteur et l'orateur du Rabbi de Loubavitch et a dirigé les conversations des réunions du Rabbi qui ont été imprimées par le Comité Hanachot Hatemimim. 
En 1979, il a été nommé pour présider le comité et était en contact régulier avec le Rabbi concernant les questions et les réponses qui ont été discutées dans les comités et plus. En 1983, il épouse la fille de Zvi Hirsch Ganzburg, membre de la jeunesse de l'Association Habad de New York, et ils ont deux fils.
Le rabbin Jacobson dirige le Meaningful Life Center, décrit par le New York Times comme un « Starbucks spirituel », à travers une grande variété de cours et de conférences, présente aux juifs de tous horizons sa vision universelle selon la Torah comme un plan de vie. Il est considéré aujourd'hui comme l'un des savants les plus grands et les plus recherchés du monde juif. Il donne des conférences à divers publics sur six continents et dans quarante pays sur des sujets psycho-spirituels et sur l'application de la pensée juive à la vie contemporaine. Il a été interviewé dans plus de 300 programmes de radio et de télévision, dont Fox, CBS, NPR, CNN avec Charlie Rose. Aussi, il dirige un concours mondial d'essais « reliant le hassidisme à la vie » en écrivant sur un sujet tiré des enseignements du hassidisme et en le rendant accessible en tant que conseil, orientation et action dans les défis de la vie dans la réalité contemporaine.
Jacobson écrit pour l'Algemeiner Journal ; depuis 2005, il est directeur et rédacteur du journal. Son frère est le rabbin Yosef Yitzhak Jacobson.

## Publications
En 1995, il publie son premier livre, Toward a Meaningful Life, qui est un extrait des enseignements du rabbin de Loubavitch sur une variété de questions de la vie, et une première biographie du rabbin. Le livre a été initialement publié en anglais, et traduit en 11 différentes langues dont le français, et est considéré comme un best-seller dans le monde.
- Un guide spirituel pour compter le Omer, 1996
- Un guide spirituel des jours redoutables, 2003à Brooklyn
- Portrait d'un 'Hassid - livre de biographie, journaux du rabbin Zvi Hirsch Ganzburg

Plusieurs de ses écrits sont publiés sur le site Chabad.org.